# Zone à trafic limité

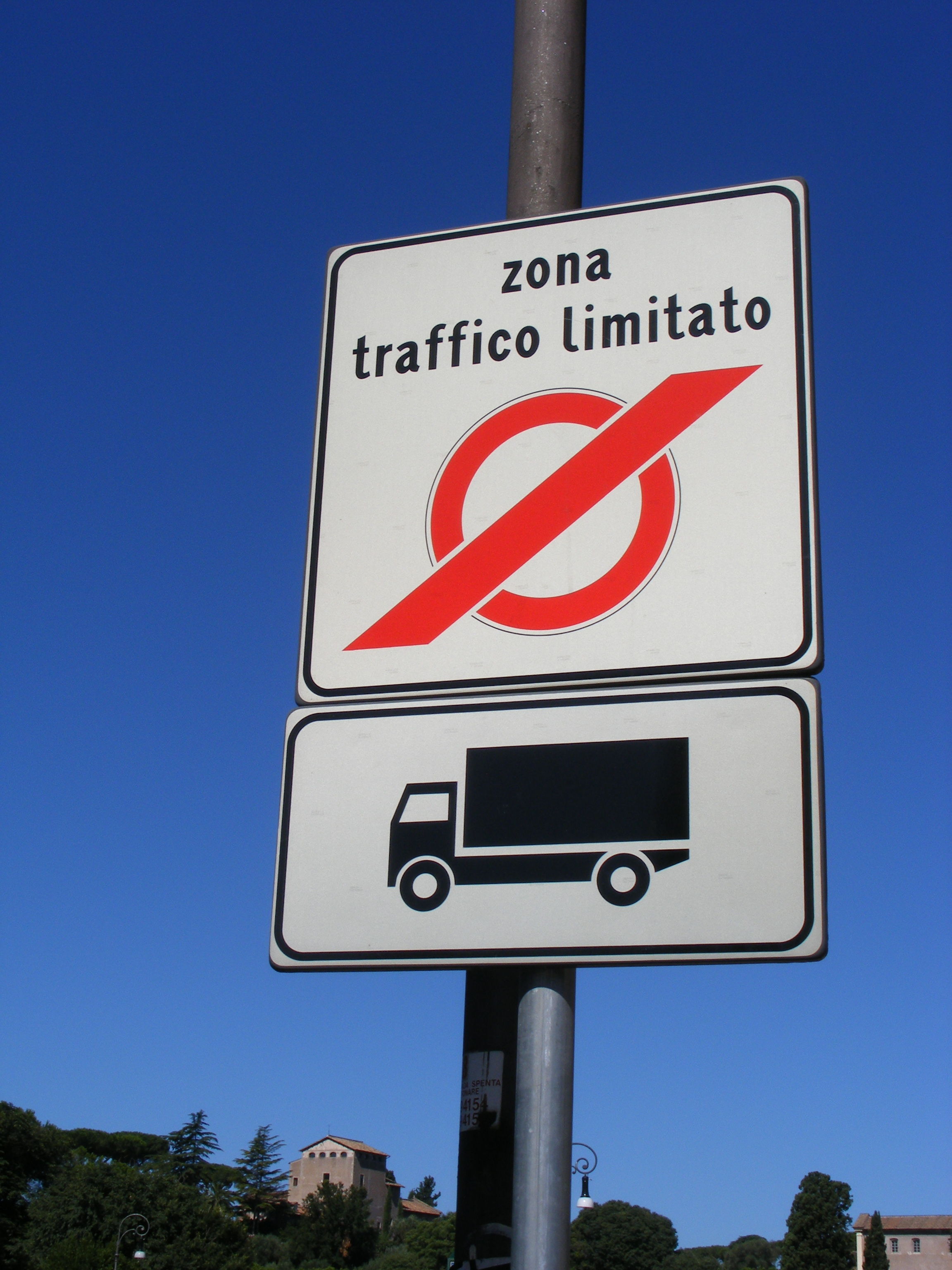
Panneau routier annonçant l’entrée d’une ZTL à Rome

Une zone à trafic limité est un espace, généralement situé en centre-ville, dans lequel seule la circulation des transports publics, des services d'urgences, des riverains et des titulaires d'autorisations expresses est autorisée, tandis que celle des autres automobiles est réservée à certaines heures. Ce concept est différent de la zone piétonne où tout véhicule non autorisé à y pénétrer, quel qu'il soit (y compris les transports en commun, dit de « surface », autre que le métro), est prohibé. 

## Objectifs
Les objectifs des ZTL sont :
- limiter la pollution
- limiter le bruit
- améliorer la sécurité des piétons et des cyclistes
- faciliter la circulation des véhicules autorisés à y pénétrer

## Historique en Europe

### France
Le 1er octobre 2012, Nantes a été la première ville française à adopter de manière plus restrictive les grandes lignes de ce concept dans son centre-ville. En effet, seuls les tramways, bus, Chronobus, deux-roues, piétons, les services d'urgences, ainsi que les riverains et professionnels munis d'une autorisation, peuvent emprunter la partie sud du Cours des 50-Otages et les rues adjacentes, ceci 24h/24 tout au long de l'année.
Le 26 mars 2018 puis le 30 juillet 2019, la ville de Grenoble se dote d'une ZTL autour du boulevard Agutte Sembat, de la place Victor Hugo et du boulevard Édouard Rey ,. 
En juillet 2022, un tel dispositif sera expérimenté dans la partie nord du centre-ville de Rennes.

#### Paris
A Paris, aprés une concertation en 2021 et une enquête publique au printemps 2024, un arrêté est publié instaurant la zone à trafic limité avec une application à compter du 4 novembre 2024,.

### Italie

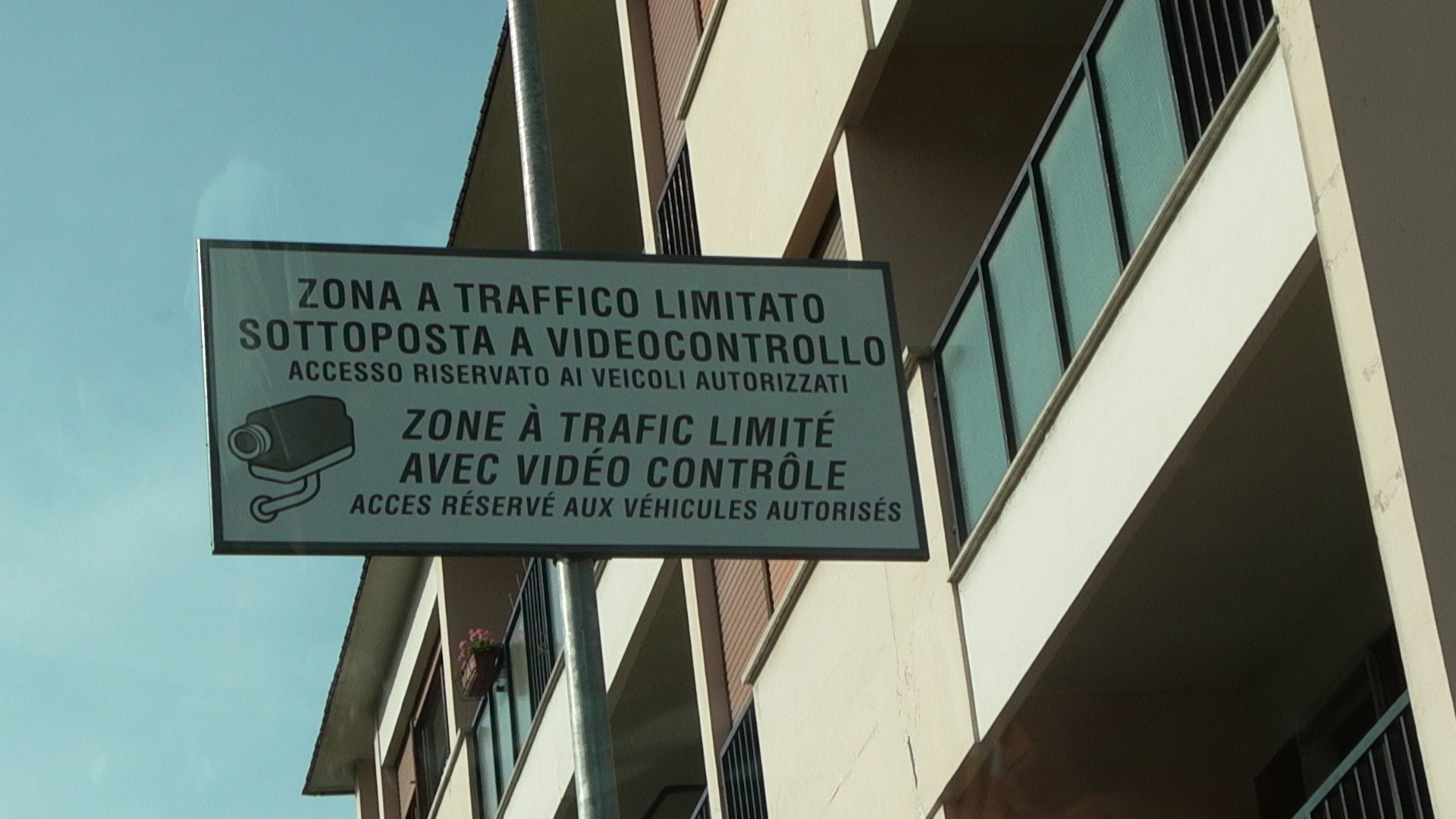
À Aoste (rue de Vevey)

Depuis 2007, de nombreux touristes ont été verbalisés pour être entré dans une zone à trafic limité. Ces contraventions leurs parviennent par courrier souvent plusieurs mois après leurs séjours en Italie. Le procédé est jugé douteux par les touristes et les associations de consommateurs car les panneaux indiquant l'interdiction d'accès au ZTL sont souvent peu visibles et rédigés en italien. De plus, le montant de l'amende est élevé (environ 100 euros) et la verbalisation double pour la même infraction (une fois pour l'entrée dans la ZTL, une autre au moment de la sortie).
Cette controverse est connue des ambassades en Italie, mais leur marge de manœuvre est étroite.

### Royaume-Uni
À Londres en 2024, il existe une zone à trafic limité, créée en 2019 et élargie en août 2023, dénommée « Ultra Low Emission Zone » (ULEZ), concernant le Grand Londres, soit 1 500 km2 comprenant approximativement 9 millions de personnes. Pour y circuler, les conducteurs des voitures les plus polluantes doivent s'aquiter d'une taxe de 12,50 livres par jour. En plus d'ULEZ, il existe la « congestion charge », un péage de 15 livres par jour concernant l'ultra-centre de Londres, pour limiter le trafic. Avec ces dispositifs, les polluants atmosphériques  ont significativement baissé, néanmoins ces zonages font débat au sein de la société,.